# Šilhina-Hamru-Lagamar
Šilhina-Hamru-Lagamar war wahrscheinlich ein elamitischer König, der nach 1110 v. Chr. regierte.
Unter Hutelutuš-Inšušinak sind die Babylonier mit deren König Nabu-kudurri-usur I. in Elam eingefallen. Mit diesem Ereignis beginnt eine dunkle Periode elamitischer Geschichte, aus der so gut wie nichts bekannt ist. Šilhina-Hamru-Lagamar, der nach diesem Feldzug regiert haben muss, ist praktisch nur von zwei Quellen bekannt. Aus zahlreichen Inschriften von Šilhak-Inšušinak I. ist bekannt, dass er dessen jüngerer Bruder war. Von Šutruk-Nahhunte III. (717–699 v. Chr.) gibt es eine Inschrift, die drei Vorgänger nennt, worunter sich eben auch Šilhina-Hamru-Lagamar befindet und der damit also als König regierte. Er ist nicht von eigenen Inschriften bekannt.
| Vorgänger           | Amt                        | Nachfolger |
| ------------------- | -------------------------- | ---------- |
| Hutelutuš-Inšušinak | König von Elam Shutrukiden | unbekannt  |